# 1-Metylocyklopropen
1-Metylocyklopropen, 1-MCP – organiczny związek chemiczny z grupy cykloalkenów, metylowa pochodna cyklopropenu. 1-MCP jest syntetycznym hormonem roślinnym zawierającym element strukturalny etylenu, naturalnego hormonu roślinnego. Jest stosowany na skalę przemysłową do spowalniania dojrzewania owoców oraz utrzymywania świeżości kwiatów ciętych.

## Właściwości
W warunkach standardowych jest gazem. Skrapla się pod ciśnieniem normalnym w ok. 5 °C, w stanie ciekłym jest niestabilny. Stosunkowo dobrze rozpuszcza się w wodzie.

## Mechanizm działania
Produkowany przez rośliny (głównie owoce) etylen występuje powszechnie w niewielkich ilościach i oddziałuje jako substancja śladowa na rośliny, stymulując bądź regulując wiele procesów biochemicznych, takich jak dojrzewanie owoców, otwieranie kwiatów czy zrzucanie liści. 1-MCP blokuje receptory etylenu w komórkach i hamuje procesy indukowane przez etylen, związane z dojrzewaniem owoców. Hamując w ten sposób metabolizm opóźnia mięknięcie owoców, ogranicza zużywanie substancji zapasowych (węglowodany) oraz spowalnia rozpad związków wpływających na potencjał przeciwutleniający.

## Zastosowanie w praktyce
Wyróżnia się dwa główne komercyjne sposoby zastosowania 1-MCP w praktyce. Pierwsze z nich, w kwiaciarstwie, to utrzymywanie świeżości kwiatów ciętych, natomiast drugie, w przechowalnictwie owoców, do spowalniania procesu dojrzewania zebranych już owoców. 1-MCP jest stosowany w mieszaninie z innymi substancjami w roztworze wodnym, z którego są uwalniane do atmosfery w szczelnie zamkniętym pomieszczeniu (chłodnie owoców, przechowalnie, szklarnie, kontenery do transportu, chłodnie samochodowe). 
W przechowalnictwie owoców oprócz aplikacji bezpośrednio w komorze chłodniczej stosuje się aplikację w sadzie, przed zbiorem. Zastosowanie w sadzie ma głównie na celu wydłużenie optymalnego okresu zbioru, ale zwiększa także zdolność przechowalniczą. Preparat stosowany do oprysku ma komercyjną nazwę Harvista. 
Pod nazwą handlową EthylBloc został zatwierdzony przez amerykańską agencję ochrony środowiska, a następnie został zarejestrowany przez odpowiednie służby w wielu krajach jako preparat ochrony roślin do stosowania wobec roślin ozdobnych. Jest stosowany dla kwiatów ciętych, doniczkowych, okrywowych, w szkółkarstwie do zapobiegania żółknięciu liści i przedwczesnemu rozwojowi kwiatów.
1-MCP został sprzedany przez Essara Arete firmie AgroFresh Inc., która nadała substancji nazwę handlową SmartFresh i sprzedaje ją wraz z usługą zastosowania do chłodni owoców, przetwórców dystrybutorów jako preparat dla utrzymania jakości owoców i warzyw poprzez opóźnianie naturalnych procesów dojrzewania. Stosowanie preparatu SmartFresh zostało dopuszczone w 34 krajach, w tym w USA i w większości krajów Unii Europejskiej, dla takich owoców jak jabłka, kiwi, pomidory, banany, śliwki, awokado i melony.
Obecnie trwają prace nad wprowadzeniem do stosowania nowej formuły 1-MCP, gdzie będzie stosowany roztwór wodny do opryskiwania roślin bez konieczności ich gazowania w komorach. Pozwoli to także na ochronę przed warunkami stresowymi, takimi jak upał czy susza.